# Belisario Acquaviva
Belisario Acquaviva (h. 1464-24 de julio de 1528) soldado, literato y anticuario italiano. 
Hijo de Giulio Antonio Acquaviva y amigo del Gran Capitán Gonzalo de Córdoba; fundó la Academia del Lauro, en la ciudad de Nardo,y escribió varias obras en latín muy estimadas por su pureza de estilo y la ciencia política que desprenden. 

## Obra
- De Venatione et Aucupio
- De re militari
- Paraphrasis in Aeconomia Aristótelis
- De instituendis liberis principium, etc.